# 河内正孝
河内 正孝（かわうち まさたか）は、日本の元郵政・総務官僚。総務省大臣官房総括審議官、KDDI総研代表取締役副社長、日本無線協会理事長等を経て、YRP研究開発推進協会会長。

## 人物・経歴
富山県立高岡高等学校卒業後、1978年金沢大学大学院工学研究科電子工学専攻修士課程修了、郵政省入省。1981年アジア・太平洋電気通信共同体（APT）事務局員。1986年郵政省通信政策局国際企画課課長補佐。1997年郵政省電気通信局電気通信事業部電気通信技術システム課長。1999年郵政省放送行政局放送技術政策課長。2001年総務省情報通信政策局技術政策課長。2002年総務省総合通信基盤局電波部電波政策課長。2004年総務省信越総合通信局長。
2005年情報通信研究機構理事（企画系）。2006年総務省総合通信基盤局電波部長。2007年総務省大臣官房審議官（情報通信政策局担当） 。2008年総務省大臣官房総括審議官（国際担当）、NHK放送技術審議会委員。2010年放送大学理事。2013年総務省大臣官房付、退官。KDDI総研顧問。KDDI総研代表取締役副社長、金沢大学学友会顧問、移動無線センター理事長、日本無線協会理事長を経て、2023年YRP研究開発推進協会会長。日本アマチュア無線振興協会評議員、テレコムエンジニアリングセンター評議員。2024年瑞宝中綬章受章。